# Modene (Novi Sad)
Modene (v srbské cyrilici Модене), je ulice v srbském městě Novi Sad. Nachází se v jeho samotném historickém centru a spojuje Náměstí svobody a třídu Mihajla Pupina. Její celková délka je cca 230 m a šířka cca 35 m.
Pojmenována je podle partnerského města Nového Sadu – italské Modeny.
Mezi významné objekty na této ulici patří např. Tanurdžićův palác (jehož hlavní fasáda je orientována na tuto třídu) a dále bývalá budova Hypoteční banky. Na samém jižním konci ulice se nachází socha Mihajla Pupina.
Až do 20. století tato ulice neexistovala; v jejím severním konci se nacházela souvislá řada domů přiléhající k náměstí Svobody. Vznikla v souvislosti s vysušením dunajského břehu a jeho zastavěním ve 20. století.
Během maďarské okupace Vojvodiny za druhé světové války byla pojmenována po Miklósovi Horthym.
Ulice je z velké části uzavřena pro automobilovou dopravu a má charakter pěší zóny. V letech 2023 a 2024 procházela rekonstrukcí, která zahrnovala výstavbu podzemních garáží a kompletní přestavbu podoby ulice. 